# Westerplatte (film)

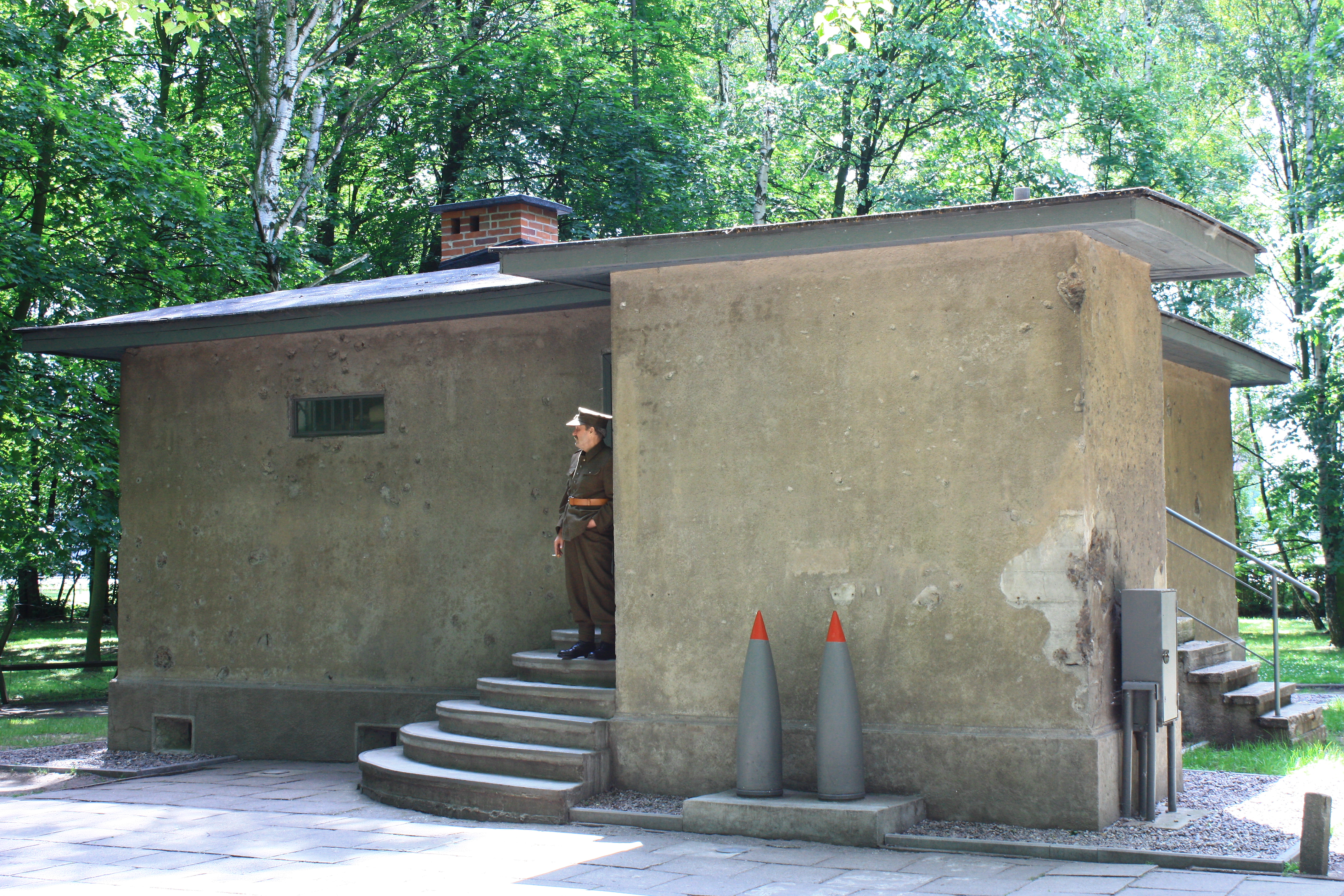
Wartownia nr 1 na Westerplatte

Westerplatte – polski czarno-biały film wojenny z 1967 roku w reżyserii Stanisława Różewicza, na podstawie scenariusza Jana Józefa Szczepańskiego, poświęcony obronie Westerplatte podczas II wojny światowej. Film był wielokrotnie nagradzany, otrzymując między innymi Srebrny Medal na Międzynarodowym Festiwalu Filmowym w Moskwie, Złotą Kaczkę w plebiscycie czasopisma „Film” oraz Złote Grono na Lubuskim Lecie Filmowym.

## Fabuła
Akcja Westerplatte skupia się na rekonstrukcji obrony Wojskowej Składnicy Tranzytowej na Westerplatte we wrześniu 1939 roku. Elementem stanowiącym oś dramaturgiczną filmu jest konflikt między dowódcą placówki, majorem Henrykiem Sucharskim, a jego zastępcą, kapitanem Franciszkiem Dąbrowskim, dotyczący kapitulacji oddziałów polskich. Filmowy Sucharski decyduje się poddać Westerplatte atakującym je oddziałom hitlerowskim, podczas gdy Dąbrowski opowiada się za walką do ostatniego tchu. Przeważa racja Sucharskiego. Po tygodniu zaciętej walki major nakazuje swoim oddziałom złożyć broń.

## Obsada
| Aktor                | Rola                                                     |
| -------------------- | -------------------------------------------------------- |
| Zygmunt Hübner       | major Henryk Sucharski, komendant składnicy tranzytowej  |
| Arkadiusz Bazak      | kapitan Franciszek Dąbrowski, zastępca dowódcy           |
| Tadeusz Schmidt      | chorąży Jan Gryczman, placówka Prom                      |
| Józef Nowak          | plutonowy Piotr Buder, dowódca wartowni nr 1             |
| Tadeusz Pluciński    | kapral Bronisław Grudziński, dowódca wartowni nr 2       |
| Bogusz Bilewski      | kapitan Mieczysław Słaby, lekarz                         |
| Bohdan Ejmont        | mat Bernard Rygielski, dowódca placówki Fort             |
| Mariusz Gorczyński   | starszy strzelec Jan Czywil, placówka Prom               |
| Zbigniew Józefowicz  | sierżant Kazimierz Rasiński, radiotelegrafista           |
| Jerzy Kaczmarek      | plutonowy Władysław Baran, placówka Prom                 |
| Andrzej Kozak        | legionista Eugeniusz Aniołek, ordynans                   |
| Andrzej Krasicki     | podpułkownik Karl Henke                                  |
| Adam Kwiatkowski     | kapral Władysław Domoń, wartownia nr 2                   |
| Józef Łodyński       | sierżant Wojciech Najsarek, zawiadowca stacji            |
| Mieczysław Milecki   | porucznik Stefan Grodecki, adiutant komendanta           |
| Janusz Mirczewski    | strzelec Antoni Ozorowski, placówka Przystań             |
| Jerzy Molga          | kapral Eugeniusz Grabowski, działonowy                   |
| Zdzisław Mrożewski   | podpułkownik dyplomowany Wincenty Sobociński             |
| Józef Nalberczak     | kapral Edmund Szamlewski, dowódca placówki Wał           |
| Bogdan Niewinowski   | porucznik Leon Pająk, dowódca placówki Prom              |
| Stanisław Niwiński   | strzelec Jan Połeć, wartownia nr 1                       |
| Janusz Paluszkiewicz | sierżant Leonard Piotrowski, ogniomistrz                 |
| Ryszard Piekarski    | kapral Jan Stradomski, placówka Przystań                 |
| Bolesław Płotnicki   | Karol Szwedowski, sanitariusz                            |
| Marian Rułka         | strzelec Aleksander Ortian, wartownia nr 2               |
| Mieczysław Stoor     | plutonowy Adolf Petzelt, dowódca wartowni nr 5           |
| Zdzisław Szymański   | sierżant Michał Gawlicki, placówka Elektrownia           |
| Jerzy Trojan         | strzelec Marian Dobies, placówka Prom                    |
| Roman Wilhelmi       | mat Franciszek Bartoszak, placówka Łazienki              |
| Andrzej Wykrętowicz  | kapral Piotr Barański, wartownia nr 2                    |
| Andrzej Zaorski      | porucznik Zdzisław Kręgielski, dowódca placówki Przystań |

| Aktor                   | Role                                                    |
| ----------------------- | ------------------------------------------------------- |
| Bogumił Antczak         | starszy strzelec Zygmunt Zięba, wartownia nr 1          |
| Witold Dębicki          | kapral Władysław Stopiński, placówka Prom               |
| Wojciech Duryasz        | strzelec Józef Michalik, placówka Prom                  |
| Stefan Friedmann        | kapral Stanisław Trela, wartownia nr 1                  |
| Piotr Fronczewski       | strzelec Mieczysław Krzak, placówka Fort                |
| Michał Gazda            | starszy strzelec Władysław Okraszewski, wartownia nr 5  |
| Andrzej Grąziewicz      | Niemiec z zabandażowaną głową                           |
| Marian Glinka           | strzelec ranny w szyję, placówka Przystań               |
| Lech Grzmociński        | SS-mann                                                 |
| Andrzej Jurczak         | strzelec Emilian Prutis, placówka Fort                  |
| Krzysztof Kalczyński    | kapral Eugeniusz Jażdż, placówka Elektrownia            |
| Mieczysław Kalenik      | komandor Gustav Kleikamp                                |
| Eugeniusz Kamiński      | kapral Zenon Kubicki, wartownia nr 1                    |
| Bogdan Łysakowski       | starszy strzelec Franciszek Zameryka, wartownia nr 2    |
| Stanisław Michalski     | kapral krzyczący „dostałem w głowę”, placówka Fort      |
| Klemens Mielczarek      | mat Alfons Sadowski, rusznikarz                         |
| Leopold R. Nowak        | strzelec Stanisław Pokrzywka, placówka Wał              |
| Marian Opania           | starszy strzelec układający worki, wartownia nr 1       |
| Lech Ordon              | Kazimierz Tuczyński, kucharz                            |
| Stefan Pindelski        | strzelec Jan Zmitrowicz, wartownia nr 2                 |
| Włodzimierz Press       | kapral Ignacy Skowron, wartownia nr 2                   |
| Sylwester Przedwojewski | kapral Edward Łuczyński, wartownia nr 6; koszary        |
| Ryszard Ronczewski      | kapral Stanisław Zwierzchowski, placówka Fort           |
| Bogusław Sochnacki      | plutonowy Józef Łopatniuk, dowódca plutonu dział ppanc. |
| Michał Szewczyk         | strzelec zbuntowany, placówka Przystań                  |
| Stefan Szmidt           | strzelec Wiktor Ciereszko, wartownia nr 1               |
| Lech Wojciechowski      | plutonowy Franciszek Magdziarz, wartownia nr 5          |
| Sławomir Zemło          | starszy legionista Czesław Kołton, placówka Prom        |

## Produkcja

### Tło historyczne
Film Westerplatte wpisał się w zwrot historyczny po odwilży 1956 roku, kiedy odżyła pamięć o wojnie obronnej Polski we wrześniu 1939 roku. W 1959 roku Melchior Wańkowicz zdołał opublikować w Polsce dwa ocenzurowane fragmenty reportażu spisanego jeszcze w 1947 roku pod tytułem Wrzesień żagwiący, skupione na obronie Westerplatte i działalności oddziału majora „Hubala”. W latach 60. XX wieku w kanonie lektur szkolnych znalazł się wiersz Konstantego Ildefonsa Gałczyńskiego Pieśń o żołnierzach z Westerplatte z 1939 roku, a w nową narrację o II wojnie światowej – sławiącą bohaterstwo szeregowych żołnierzy międzywojennego Wojska Polskiego – miał wpisać się też film fabularny o obronie Westerplatte.

### Realizacja
Reżyserem Westerplatte był Stanisław Różewicz, który na podstawie scenariusza Jana Józefa Szczepańskiego zamierzał stworzyć film będący zarówno aktem szacunku wobec obrońców Westerplatte, jak i próbą polemiki z romantycznym mitem zaciętej, bohaterskiej obrony placówki. Różewicz dokonał jak najwierniejszej rekonstrukcji faktów, zlecając Wojciechowi Krzysztofiakowi i Tadeuszowi Wybultowi wykonanie szczegółowej scenografii. Postawił też na paradokumentalny styl narracji, posługując się również fragmentami autentycznych kronik wojennych. Część scen Różewicz nakręcił na terenie Westerplatte, a pozostałe na poligonie w Rembertowie.

### Rozpowszechnianie
Premiera Westerplatte odbyła się w lipcu 1967 podczas Międzynarodowego Festiwalu Filmowego w Moskwie, gdzie film został uhonorowany Srebrnym Medalem. Dystrybucja kinowa filmu w Polsce rozpoczęła się 1 września 1967 roku. W 1971 roku film był ponownie dystrybuowany w kinach po przeniesieniu na taśmy filmowe 70 mm.

## Odbiór
Piotr Zwierzchowski umieszczał Westerplatte w ramach nurtu zwanego „kinem nowej pamięci”, które łączyło uznanie dziedzictwa II wojny światowej z treściami ideologicznymi. Zdaniem Zwierzchowskiego Westerplatte koncentruje się głównie „na poświęceniu szeregowych żołnierzy oraz rozterkach i odpowiedzialności dowództwa, na konfrontacji heroizmu i rozsądku”, jednak odbiór filmu był mimo wszystko wpisany w „spory ideowe” lat 60. XX wieku, z zaznaczeniem motywu jedności narodowej Polaków w starciu ze wrogimi siłami. W momencie premiery Westerplatte było wykorzystywane jako jedno z dzieł podkreślających odwieczną wrogość polsko-niemiecką w związku z ówczesnymi tarciami dyplomatycznymi.
Wbrew intencji Różewicza, jak podkreśla Zwierzchowski, Westerplatte odczytywano jako film o bohaterstwie polskich żołnierzy, nie jako polemikę z romantycznymi mitami. Recepcja krytyczna w momencie premiery filmu kładła nacisk na jego interpretację jako zwycięstwo „odłożone w czasie”, co potwierdzała opinia jednej z recenzentek, Alicji Helman: „jest to bodajże pierwszy film, z którego wynika, że jesteśmy narodem, który także wygrał tę wojnę; można zeń wnioskować przy tym, dlaczego ten naród wojnę wygrał”. Co więcej, pozorna kapitulacja załogi Westerplatte nie pozostawiała odbiorcom wątpliwości, że „siedem wrześniowych dni zostało ukazanych jako przykład męstwa i oddania polskich żołnierzy”. Z kolei Bożena Janicka z czasopisma „Kino” twierdziła, że w Westerplatte przeważa „surowy realizm wojennych obrazów”, a sam film Różewicza dzięki przedstawieniu „heroizmu nieheroicznego” uczynił obronę Westerplatte momentem trwale wpisanym w polską mitologię narodową. Łukasz A. Plesnar uznał Westerplatte za „obraz piękny i mądry, pozbawiony niepotrzebnej egzaltacji, a równocześnie pełen podziwu i szacunku dla ludzi, którzy nie tylko z poświęceniem wypełnili swój żołnierski obowiązek, ale dali z siebie znacznie więcej, niż dowództwo miało prawo oczekiwać”.
Westerplatte spotykało się z zarzutami niedokładności historycznej; przykładowo argumentowano, że załamany major Sucharski miał już 2 września 1939 roku częściowo zrzec się dowodzenia na rzecz kapitana Dąbrowskiego . Po latach jednak filmoznawca Piotr Śmiałowski brał Różewicza w obronę, twierdząc, iż „Różewicz nie wiedział i nie mógł wiedzieć o rzekomym załamaniu nerwowym Sucharskiego. Wiedział jednak, że podczas obrony major przeżywał paraliżujący strach i był za kapitulacją” .

## Nagrody
| Rok  | Festiwal/instytucja                                        | Nagroda                                          | Odbiorca                                              |
| ---- | ---------------------------------------------------------- | ------------------------------------------------ | ----------------------------------------------------- |
| 1967 | Międzynarodowy Festiwal Filmowy w Moskwie                  | Srebrny Medal                                    | Stanisław Różewicz                                    |
| 1967 | Ministerstwo Kultury i Sztuki                              | Nagroda Ministra Kultury i Sztuki I stopnia      | Stanisław Różewicz Jan Józef Szczepański Jerzy Wójcik |
| 1967 | Ministerstwo Obrony Narodowej                              | Nagroda Ministra Obrony Narodowej I stopnia      | Stanisław Różewicz Jan Józef Szczepański Jerzy Wójcik |
| 1967 | Klub Krytyki Filmowej Stowarzyszenia Dziennikarzy Polskich | Syrenka Warszawska w kategorii filmu fabularnego | Stanisław Różewicz                                    |
| 1967 | Czasopismo „Film”                                          | Złota Kaczka dla najlepszego filmu polskiego     | Stanisław Różewicz                                    |
| 1975 | Lubuskie Lato Filmowe                                      | Złote Grono                                      | Stanisław Różewicz                                    |